# Ramazan pidesi

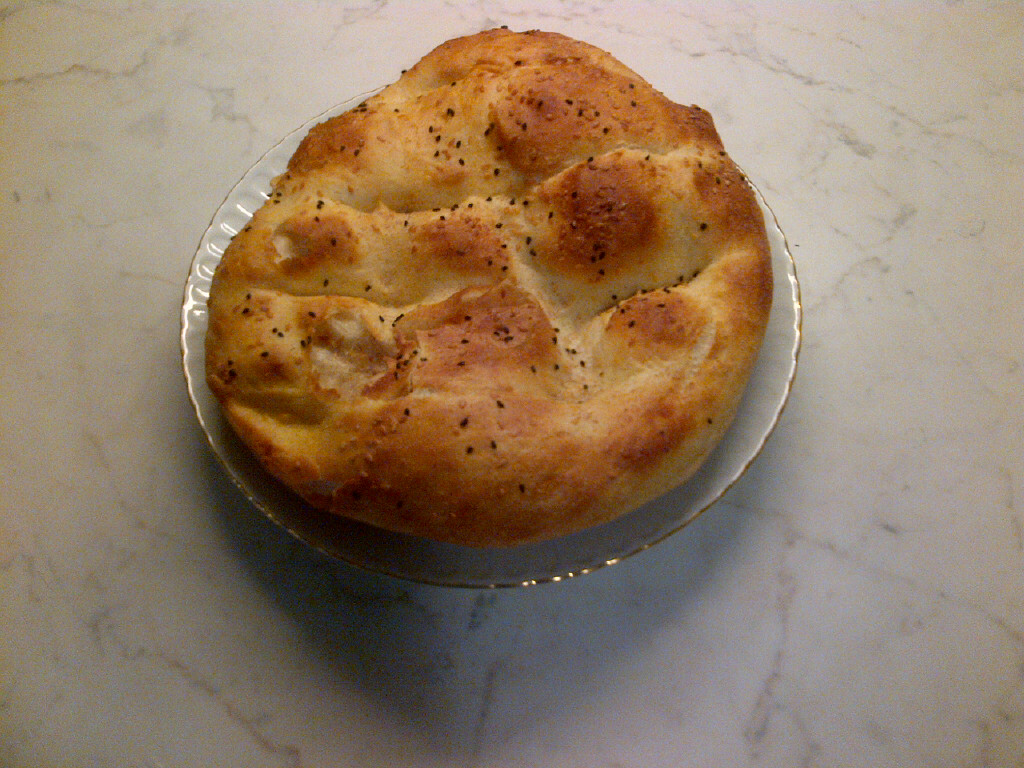
Ramazan pidesi

Ramazan pidesi és un tipus de pa pla típic de la cuina turca, similar al pide que es consumeix durant el mes del Ramadà (en turc: Ramazan). El ramazan pidesi té dues varietats: la simple i la que conté ou (yumurtalı en turc), en aquest últim cas, el rovell d'ou s'aplica mitjançant un pinzell, sobre el ramazan pidesi abans d'enfornar. El ramazan pidesi generalment es fa amb llavors de sèsam i/o çöreotu (vegeu la imatge) i té una consistència diferent al pide comù. Entre els seus ingredients també s'hi troben l'oli d'oliva i el llevat. És part de la cultura de Turquia fer cua per a comprar un ramazan pidesi a l'hora de l'iftar. Aquest costum de fer cua a les fleques per comprar un pide durant el Ramadà també és corrent a Berlín, Alemanya.